# Rogers, Ohio
Rogers är en ort i Columbiana County i delstaten Ohio, USA.